# جایزه داستان کودکان گاردین
جایزه داستان کودکان گاردین یا جایزه گاردین (انگلیسی: Guardian Children's Fiction Prize) یک جایزه ادبی بود و سالانه برای یک کتاب داستانی که در زمینه کودکان یا نوجوانان (حداقل هشت ساله) نوشته و در انگلستان منتشر می‌شود، در نظر گرفته می‌شد. این جایزه که روزنامه گاردین آن را در سال ۱۹۶۵ تأسیس و در ۱۹۶۷ افتتاح کرد، به نویسنده کتاب اعطا می‌شد. این یک جایزه مادام‌العمر بود. حداقل از سال ۲۰۰۰، مبلغ این جایزه ۱۵۰۰ پوند بود. اهدای این جایزه ظاهراً پس‌از سال ۲۰۱۶ متوقف شد، هرچند به نظر می‌رسد در این رابطه هیچ اعلام رسمی انجام نشده‌است.